# Septembre 1953

## Évènements
- Indonésie : troubles dans le pays d’Aceh sous la direction de Dauh Beureuh en liaison avec le Darul Islam.
- Israël installe un kibboutz dans la bande démilitarisée d’el-Auja et revendique la souveraineté du territoire[1].

- 1er septembre : la SABENA inaugure le premier service international régulier pour passagers par hélicoptères au monde. Trois Sikorsky S 55 assurent l'exploitation des 3 lignes : Bruxelles-Anvers-Rotterdam, Bruxelles-Liège-Maastricht-Cologne-Bonn et Bruxelles-Lille.

- 3 septembre : premier vol de l'avion d'entraînement suisse Pilatus P-3.

- 6 septembre : élection du 2e Bundestag en Allemagne de l'Ouest.

- 7 septembre : 
  - Nikita Khrouchtchev est nommé premier secrétaire du PCUS. Il succède à Malenkov. L’adoption par le Comité central de son rapport sur la réorganisation de l’agriculture et de l’élevage marque la fin de l’ère stalinienne sur le plan économique.
  - Record de vitesse de Neville Duke qui atteint 1 171 km/h à bord d’un Hawker Hunter[2].

- 11 septembre : au Maroc, tentative d'assassinat contre le sultan Ibn Arafa[3].

- 13 septembre : 
  - lors d’un discours au Capitole, Pella propose un plébiscite dans l’ensemble du territoire libre de Trieste (TLT) pour connaître la volonté des habitants.
  - Formule 1 : Grand Prix automobile d'Italie.

- 21 septembre - 25 novembre[4] : grève en Guinée.

- 25 septembre : le cardinal Stefan Wyszyński, archevêque de Varsovie et primat de Pologne, est interné dans un monastère (fin en 1956).

- 26 septembre : traité d’assistance économique et militaire entre les États-Unis et l’Espagne[5].

## Naissances
- 1er septembre : Rachid Bouchareb, réalisateur franco-algérien.
- 2 septembre :
  - Gerhard Thiele, spationaute allemand.
  - John Zorn, saxophoniste et compositeur américain.
- 5 septembre : Jennifer Geerlings-Simons, femme politique surinamienne.
- 9 septembre : Philippe Risoli, animateur de télévision et radio, et comédien français.
- 10 septembre : Mireille Dumas, journaliste, productrice, animatrice de télévision et réalisatrice française.
- 11 septembre : 
  - Bernard Lorand.
  - Michael Sabia, homme d'affaires et directeur financier canadien.
- 12 septembre : Anne Chopinet, première femme entrée à l'X, École polytechnique, présidente de l'ERAP.
- 14 septembre :
  - François Alfonsi, homme politique français.
  - Harold Covington, activiste et écrivain néonazi américain († 14 juillet 2018).
  - Barbara Harmer, aviatrice britannique († 20 février 2011).
  - Ján Leitner, athlète tchèque spécialiste du saut en longueur.
  - Judy Playfair, nageuse australienne, spécialiste des courses de brasse.
  - Ján Slota, homme politique slovaque.
  - Robert Wisdom, acteur américain.
- 16 septembre : Nancy Huston, femme de lettres franco-canadienne.
- 21 septembre : Marc Pajot, navigateur français.
- 22 septembre : Ségolène Royal, femme politique française candidate à l'élection présidentielle de 2007.
- 26 septembre : Rodolphe Alexandre, homme politique français.
- 27 septembre : 
  - Mata Amritanandamayi, appelée plus communément Amma, grande sainte de l'Inde d'aujourd'hui.
  - Claude Mouriéras, réalisateur et scénariste français.
- 30 septembre : Stephen Michael Stirling, auteur canado-américain de science-fiction et de fantasy.

## Décès
- 1er septembre : Jacques Thibaud, violoniste français.
- 2 septembre : George Stewart Henry, premier ministre de l'Ontario.
- 17 septembre : Wen Xiu, Concubine Impériale Shu (° 20 décembre 1909).
- 28 septembre : Edwin Hubble, astrophysicien américain (° 20 novembre 1889).